# Regio VIII (Pompeia)
Llista dels monuments presents a la Regio VIII de les excavacions arqueològiques de Pompeia. Comprèn l'extrem sud-occidental de la ciutat. Està limitada al nord per la via de l'Abundància i la via Marina, a l'est per la via Estabiana i a l'oest i al sud per a muralla, des de la porta Marina fins a la d'Estàbia.

Plànol de Pompeia, amb les distintes regiones o districtes en què estava dividida
Plànol de Pompeia on es ressenyen (en anglès) els principals edificis i vies urbanes
Mapa de situació de la Pompeia romana, on es veu l'àrea afectada per l'erupció del Vesuvi del 79

## Insula 1
| Pos. | Imatge | Nom                            | Descripció | Ref. |
| ---- | ------ | ------------------------------ | --- | ---- |
| 1    |        | Basílica                       | Construïda al segle ii aC, al cap de no gaire s'havia convertit en un dels edificis principals de la ciutat. Es va utilitzar com a jutjat i per a les negociacions comercials. Té una nau central envoltada de vint-i-vuit columnes, mentre que al llarg de la banda oest hi ha un podi que servia com a tribunal. Hi ha escasses restes de decoració del primer estil pompeià a les parets. |      |
| 2    | -      | Entrada secundària (VIII.1.1.) | - |      |
| 3    |        | Temple de Venus                | Va ser un dels temples més sumptuosos de Pompeia, ja que s'hi venerava Venus, la divinitat protectora de la ciutat. No obstant això, està molt mal conservada, ja que, ja abans de les exploracions borbòniques, havia estat saquejada completament. |      |
| 4    |        | Antiquàrium                    | Inaugurat el 1861, va acollir nombroses troballes de les excavacions arqueològiques de Pompeia, incloent-hi estàtues, ceràmiques i tot de motlles de calç de les víctimes de l'erupció del Vesuvi. Reconstruït el 1948 després dels bombardejos de la Segona Guerra Mundial, actualment està tancat.                                                                                         |      |
| 5    | -      | Entrada secundària (VIII.1.3.) | - |      |
| 6    | -      | Entrada secundària (VIII.1.1.) | - |      |
| 7    | -      | Accés a la planta superior     | - |      |
| A    |        | Vil·la Imperial                | Va ser construïda al segle i aC, completament adossada a les muralles de la ciutat, i ja estava abandonada en el moment de l'erupció. A l'interior s'hi van trobar pintures del tercer i quart estil pompeià i un paviment de marbre. |      |

## Insula 2
| Pos. | Imatge | Nom                                | Descripció | Ref. |
| ---- | ------ | ---------------------------------- | --- | ---- |
| 1    |        | Casa de Championnet I              | Va ser excavada el 1799, el 1812 i el 1828. Passat el passadís d'entrada, s'accedeix a l'atri amb impluvium de marbre, amb les restes de tres columnes de les quatre que recolzaven el compluvium. Tant a l'atri com als dormitoris circumdants, els mosaics del paviment, tant amb motius geomètrics com amb tessel·les de colors, estan ben conservats. El jardí està compost per un atri amb dotze columnes i la casa es completava amb un pis inferior.      |      |
| 2    | -      | Entrada secundària (VIII.2.1.)     | - |      |
| 3    | -      | Casa de Championnet II             | Va ser descoberta el 1808. Té el patró típic de les cases romanes, amb atri, impluvium i jardí amb peristil, del qual resten les bases de les columnes. En algunes habitacions es poden veure restes de mosaics utilitzats com a paviment. |      |
| 4    | -      | Entrada secundària (VIII.2.3.)     | - |      |
| 5    | -      | Casa sense nom                     | - |      |
| 6    |        | Edifici de l'Administració Pública | - |      |
| 7    |        | Corredor                           | - |      |
| 8    |        | Sala del Tabulari                  | - |      |
| 9    |        | Corredor                           | - |      |
| 10   |        | Sala dels Magistrats               | - |      |
| 11   |        | Accés a la planta superior         | - |      |
| 12   |        | Entrada secundària (VIII.2.13.)    | - |      |
| 13   |        | Casa sense nom                     | - |      |
| 14   |        | Casa sense nom                     | - |      |
| 15   |        | Botiga                             | - |      |
| 16   |        | Casa dels Mosaics Geomètrics       | Es compon de més de seixanta habitacions, fruit de la unió de dos habitatges, ambdós datats del segle iii-ii aC, modernitzada després del terratrèmol de Pompeia del 62. Té un gran atri amb impluvium i un tablinum des del qual s'entra al peristil i al pòrtic. El paviment d'opus signinum i el mosaic amb motius geomètrics en blanc i negre en són els trets més singulars.                                                                                |      |
| 17   |        | Entrada secundària (VIII.2.20.)    | - |      |
| 18   |        | Entrada secundària (VIII.2.20.)    | - |      |
| 19   |        | Entrada secundària (VIII.2.20.)    | - |      |
| 20   |        | Termes del Sarn                    | - |      |
| 21   |        | Casa de L. Eli Magne               | Era una casa antiga que amb el pas del temps va ser incorporada a les Termes del Sarn. Un cop passada l'entrada, al passadís hi ha petites habitacions obertes als costats, fins a arribar a un gran tablinum, on no hi ha cap senyal de decoració. El 1943, a la casa hi va caure una bomba que no va explotar. |      |
| 22   | -      | Entrada secundària (VIII.2.22.)    | - |      |
| 23   |        | Palestra                           | - |      |
| 24   |        | Taverna                            | - |      |
| 25   |        | Altar                              | - |      |
| 26   |        | Casa del Senglar II                | També anomenada Casa de Vesbí, fou excavada entre 1887 i 1927. S'anomena així perquè a l'entrada hi ha un mosaic al paviment que representa un senglar. També hi ha altres decoracions del mateix tipus o pictòriques, del tercer estil pompeià, a les habitacions que s'obren al voltant de l'atri i del tablinum. Una escala porta al pis inferior, on hi ha dormitoris, la cuina i el jardí.                                                                  |      |
| 27   |        | Corredor                           | - |      |
| 28   |        | Casa del Nimfeu                    | Es va explorar per primera vegada el 1758 i més tard el 1886 i el 1928. Passada l'entrada, s'entra a l'atri de tipus tetràstil, al qual donen les ruïnes de diversos dormitoris i un larari caracteritzat per tres esglaons de marbre. Aquí es van trobar diversos frescos que representaven llibres, monedes i un barril. Al jardí hi ha el nimfeu que dona nom a la casa.                                                                                      |      |
| 29   |        | Entrada secundària (VIII.2.29.)    | - |      |
| 30   |        | Casa de Sever                      | És el resultat de la unió de dos habitatges. Van ser excavats el 1797, el 1883 i el 1928. Es troba a prop de les muralles de la ciutat, que superaven parcialment la zona del jardí. Hi ha dos atris, i en un dels passadissos d'accés són visibles les restes del paviment. L'atri consta d'impluvium i al tablinum hi ha una escala que porta al nivell inferior, on hi ha els dormitoris, mentre que al jardí hi havia una piscina.                           |      |
| 31   |        | Botiga                             | - |      |
| 32   |        | Entrada secundària (VIII.2.34.)    | - |      |
| 33   |        | Botiga                             | - |      |
| 34   |        | Casa del Mosaic dels Coloms        | S'anomena així a causa del descobriment d'un mosaic al tablinum que representa uns coloms bevent, element recurrent als mosaics de la casa, sobretot els del paviment. Els de l'atri tenien tessel·les en blanc i negre amb insercions d'estrelles, i els dels dormitoris estan ben conservats. Del tablinum prové un mosaic amb figures geomètriques amb quatre ànecs als costats i un que representa un lleó.                                                  |      |
| 35   |        | Botiga                             | - |      |
| 36   | -      | Casa de L. Cecili Febus            | Es disposava en tres nivells: el pis d'entrada, el pis superior, actualment perdut, i un d'inferior. Amb més de 1.000 m² d'amplada i més de deu habitacions, la casa té restes escasses de decoració a les parets. A l'atri hi ha un impluvium de tuf, mentre que al jardí són visibles les restes de la piscina. |      |
| 37   | -      | Entrada secundària (VIII.2.36.)    | - |      |
| 38   |        | Botiga                             | - |      |
| 39   |        | Casa de Josep II                   | També anomenada Casa de Fusc, es va investigar en diverses etapes entre el 1750 i el 1928. Disposada en tres nivells, fa més de 1.000 m² i es divideix en una divuitena d'habitacions. La zona de l'atri conserva l'impluvium de tuf i al voltant s'hi obren els dormitoris, a l'interior dels quals es van trobar diversos frescos, conservats al Museu Arqueològic Nacional de Nàpols, tots del tercer estil pompeià. Al pis inferior hi havia la zona termal. |      |

## Insula 3
| Pos. | Imatge | Nom                             | Descripció | Ref. |
| ---- | ------ | ------------------------------- | --- | ---- |
| 1    |        | Comitium                        | - |      |
| 2    |        | Botiga                          | - |      |
| 3    |        | Botiga                          | - |      |
| 4    |        | Casa d'Hèrcules i Auge          | Presenta un atri en el qual es veuen les restes de columnes que recolzaven el compluvium i, al voltant, diversos dormitoris, que en el moment de l'excavació encara conservaven els frescos: en un hi havia la representació de Dionís i un silè. Després segueixen el tablinum i el jardí. La llar de foc encara és visible a la cuina. A l'oecus hi ha restes de decoracions a les parets.                                 |      |
| 5    |        | Botiga                          | - |      |
| 6    |        | Botiga                          | - |      |
| 7    |        | Botiga                          | - |      |
| 8    |        | Casa del Senglar I              | Va pertànyer a la família dels Celis i presenta el mosaic de l'entrada i de l'atri completament intacte, que en algunes parts forma dibuixos, entre els quals destaca la representació d'una ciutat fortificada i una escena d'ànecs i de flors, amb tessel·les de colors, conservats al Museu Arqueològic de Nàpols. Al jardí, les columnes del peristil estan en bon estat i gairebé totes encara conserven els capitells. |      |
| 9    |        | Botiga d'Anteros                | - |      |
| 10   |        | Accés a la planta superior      | - |      |
| 11   |        | Casa de les Gràcies             | - |      |
| 12   | -      | Entrada secundària (VIII.3.11.) | - |      |
| 13   | -      | Casa sense nom                  | - |      |
| 14   | -      | Casa de la Reina Carolina       | Va ser excavada entre el 1809 i el 1839. A l'atri, n'és característic el muret amb els pilars que recolzaven la teulada en tots quatre costats, i al centre hi ha l'impluvium de marbre. Les restes d'una escala evidencien la presència d'un pis superior, mentre que al jardí hi ha una cisterna de maçoneria i un larari sostingut per dues columnes, al qual s'accedeix a través de quatre esglaons.                     |      |
| 15   | -      | Popina                          | - |      |
| 16   |        | Entrada secundària (VIII.3.18.) | - |      |
| 17   |        | Accés a la planta inferior      | - |      |
| 18   |        | Casa de Diana                   | Va ser explorada el 1826 i el 1840 i és de dimensions modestes. Totes les habitacions s'obren al voltant de l'atri, que conserva les restes de l'impluvium i del pou. La cuina encara manté la llar de foc i les restes d'una escala constaten la presència d'un pis superior. A l'interior s'hi han trobat poques decoracions.                                                                                              |      |
| 19   |        | Botiga                          | - |      |
| 20   |        | Accés a la planta superior      | - |      |
| 21   |        | Casa de Sext Decimi Ruf         | S'hi accedeix per un passadís on hi ha l'entrada a la cuina, que encara conserva el forn, i a un dormitori. Al jardí, en una columna del peristil, es va trobar un grafit amb el nom amb què es va batejar la casa. En aquest mateix lloc també hi ha un larari, que estava cobert d'estuc blanc amb ratlles vermelles. |      |
| 22   |        | Botiga                          | - |      |
| 23   |        | Botiga                          | - |      |
| 24   |        | Casa de Plotil·la               | Anomenada també Casa d'Apol·lo i Coronis, es caracteritza per un llarg passadís d'entrada que dona directament al peristil, on encara hi ha restes de columnes. Al voltant s'obren totes les habitacions de la casa, incloent-hi la cuina i la latrina, |      |
| 25   |        | Botiga                          | - |      |
| 26   |        | Botiga                          | - |      |
| 27   |        | Casa sense nom                  | - |      |
| 28   |        | Botiga                          | - |      |
| 29   |        | Botiga                          | - |      |
| 30   | -      | Accés a la planta superior      | - |      |
| 31   |        | Casa del Pa                     | Es va explorar el 1818. L'atri té un impluvium de tuf i al voltant hi ha diverses habitacions, entre les quals un oecus, un rebost, dos dormitoris, un triclini i un tablinum. Al jardí, que presenta les restes de les columnes, s'hi obre una exedra. |      |
| 32   | -      | Entrada secundària (VIII.3.1.)  | - |      |
| 33   |        | Entrada secundària (VIII.3.1.)  | - |      |

## Insula 4
| Pos. | Imatge | Nom                                           | Descripció | Ref. |
| ---- | ------ | --------------------------------------------- | --- | ---- |
| 1    |        | Taverna                                       | - |      |
| 2    | -      | Botiga                                        | - |      |
| 3    |        | Botiga                                        | - |      |
| 4    |        | Casa d'Holconi Ruf                            | Va ser excavada el 1766, el 1855 i el 1861. El passadís d'entrada té restes de pintures, i també n'hi ha a les habitacions del voltant de l'atri, sobretot en una on hi ha una representació d'Apol·lo i Dafne, d'Hèrcules i de Perseu i Andròmeda, i en un dormitori amb frescos de cares. Al jardí amb peristil, que encara conserva restes de les columnes, una de les quals reforçada, s'obre l'exedra, amb paviment de marbre. |      |
| 5    | -      | Botiga                                        | - |      |
| 6    | -      | Accés a la planta superior                    | - |      |
| 7    |        | Botiga de Sever                               | - |      |
| 8    |        | Botiga de Januari                             | - |      |
| 9    |        | Casa de T. Mescí Geló                         | També es va utilitzar com a bugaderia. L'atri té les restes de l'impluvium i una taula de marbre, i al voltant hi ha diverses habitacions petites, dotze en total. Segueixen el tablinum i el peristil. Hi escassegen les decoracions. |      |
| 10   | -      | Botiga del taller de colorants (pigmentarius) | - |      |
| 11   |        | Taller de colorants (pigmentarius)            | - |      |
| 12   |        | Casa del Barber                               | - |      |
| 13   |        | Botiga                                        | - |      |
| 14   |        | Botiga                                        | - |      |
| 15   |        | Casa de Corneli Ruf                           | Té un impluvium de marbre, on es va trobar el retrat del propietari, conservat a l'Antiquàrium de Pompeia. Després segueixen el tablinum i el peristil, amb una font i dos pous. |      |
| 16   |        | Botiga                                        | - |      |
| 17   |        | Botiga                                        | - |      |
| 18   |        | Botiga                                        | - |      |
| 19   |        | Botiga                                        | - |      |
| 20   |        | Botiga                                        | - |      |
| 21   |        | Botiga                                        | - |      |
| 22   |        | Botiga                                        | - |      |
| 23   |        | Entrada secundària (VIII.4.15.)               | - |      |
| 24   |        | Lares Compitales                              | - |      |
| 25   |        | Botiga                                        | - |      |
| 26   |        | Botiga                                        | - |      |
| 27   |        | Fleca de Fèlix                                | - |      |
| 28   |        | Botiga                                        | - |      |
| 29   |        | Entrada secundària (VIII.4.27.)               | - |      |
| 30   |        | Casa sense nom                                | - |      |
| 31   | -      | Botiga                                        | - |      |
| 32   |        | Accés a la planta superior                    | - |      |
| 33   |        | Casa sense nom                                | - |      |
| 34   |        | Casa de l'Atri Tetràstil                      | També anomenada Casa d'Òmfale, els seus noms deriven de l'atri de tipus tetràstil que s'observa just després de l'entrada, i del descobriment, al tablinum, d'un fresc que representa Hèrcules i Òmfale. En aquesta mateixa sala també hi ha una pintura de Diana i Endimió i d'Hipòlit. Són visibles restes de pintura en diverses habitacions de la casa.                                                                         |      |
| 35   |        | Botiga                                        | - |      |
| 36   |        | Botiga                                        | - |      |
| 37   |        | Casa amb botiga                               | - |      |
| 38   |        | Botiga                                        | - |      |
| 39   |        | Botiga                                        | - |      |
| 40   |        | Botiga                                        | - |      |
| 40a  |        | Entrada secundària (VIII.4.40.)               | - |      |
| 41   |        | Latrina pública                               | - |      |
| 42   |        | Estable                                       | - |      |
| 43   |        | Botiga                                        | - |      |
| 44   |        | Botiga                                        | - |      |
| 45   |        | Botiga                                        | - |      |
| 46   |        | Botiga                                        | - |      |
| 47   |        | Botiga                                        | - |      |
| 48   |        | Botiga                                        | - |      |
| 49   |        | Entrada secundària (VIII.4.4.)                | - |      |
| 50   |        | Botiga                                        | - |      |
| 51   |        | Botiga                                        | - |      |
| 52   |        | Accés a la planta superior                    | - |      |
| 53   | -      | Botiga                                        | - |      |

## Insula 5
| Pos. | Imatge | Nom                             | Descripció | Ref. |
| ---- | ------ | ------------------------------- | --- | ---- |
| 1    |        | Taverna de tintorers            | - |      |
| 2    |        | Casa del Gall I                 | Fou excavada el 1840, el 1881 i el 1943. La casa es caracteritza pel fet de tenir dos atris, en un dels quals hi ha un altar i diversos dormitoris al voltant que encara conserven restes de l'enguixat de les parets. El jardí conserva columnes amb capitells que formaven part del peristil i diverses parets amb frescos; al jardí hi donen l'oecus, una exedra i un triclini, i a la cuina hi ha encara una llar de foc i un larari amb frescos descolorits. |      |
| 3    |        | Botiga                          | - |      |
| 4    |        | Botiga                          | - |      |
| 5    |        | Casa d'Eros i de Leandre        | - |      |
| 6    |        | Botiga                          | - |      |
| 7    |        | Botiga                          | - |      |
| 8    |        | Botiga                          | - |      |
| 9    |        | Casa del Terrissaire            | S'anomena així pel fet que s'hi van trobar nombrosos objectes com ara bols i llànties de ceràmica. Presenta l'esquema clàssic de les cases romanes: atri amb impluvium de tuf envoltat de dormitoris, tablinum i jardí amb peristil que conserva gairebé del tot les columnes amb els capitells i les estries del fust estucades. |      |
| 10   |        | Botiga                          | - |      |
| 11   |        | Botiga                          | - |      |
| 12   | -      | Accés a la planta superior      | - |      |
| 13   | -      | Accés a la planta superior      | - |      |
| 14   | -      | Entrada secundària (VIII.5.9.)  | - |      |
| 15   | -      | Entrada secundària (VIII.5.38.) | - |      |
| 16   | -      | Entrada secundària (VIII.5.38.) | - |      |
| 17   | -      | Entrada secundària (VIII.5.20.) | - |      |
| 18   | -      | Botiga                          | - |      |
| 19   |        | Botiga                          | - |      |
| 20   |        | Caupona                         | - |      |
| 21   |        | Botiga                          | - |      |
| 22   |        | Botiga                          | - |      |
| 23   |        | Botiga                          | - |      |
| 24   |        | Casa del Metge                  | També anomenada Casa del Judici de Salomó, fou excavada el 1841 i el 1882. El segon nom de la casa es deu al descobriment d'un fresc que representa pigmeus durant el judici de Salomó, i de la mateixa sala procedeix també un fresc amb una festa de pigmeus i un altre amb pigmeus al Nil. La casa no presenta detalls arquitectònics singulars, tret de l’impluvium, que és de forma rectangular.                                                             |      |
| 25   |        | Botiga                          | - |      |
| 26   | -      | Accés a la planta superior      | - |      |
| 27   |        | Botiga                          | - |      |
| 28   |        | Casa de la Calç                 | També coneguda com a Casa de Popidi Celsí, va ser explorada en diversos moments entre el 1815 i el 1943. Té un atri amb impluvium de tuf, al voltant del qual hi ha diverses cambres com ara dormitoris i oecus que mostren restes de l'enguixat i del paviment. Un cop passat el tablinum, s'accedeix al peristil, amb moltes de les columnes supervivents tancant l'àrea del jardí.                                                                             |      |
| 29   |        | Botiga                          | - |      |
| 30   |        | Botiga                          | - |      |
| 31   |        | Entrada secundària (VIII.5.30.) | - |      |
| 32   |        | Botiga                          | - |      |
| 33   |        | Botiga                          | - |      |
| 34   |        | Botiga                          | - |      |
| 35   |        | Botiga                          | - |      |
| 36   |        | Termes Republicanes             | - |      |
| 37   | -      | Casa de les Parets Vermelles    | També anomenada Casa de la Família Fàbia, presentava algunes inscripcions electorals a la façana. Un cop passada l'entrada, s'accedeix directament a l'atri amb impluvium i un larari amb fornícula, amb frescos a la part central, on es van trobar sis estatuetes de bronze. En diverses habitacions es conserven restes de les decoracions de parets, algunes totalment intactes i amb el típic vermell pompeià.                                               |      |
| 38   | -      | Jardí                           | - |      |
| 39   | -      | Casa d'Acceptus i Euhòdia       | Va ser explorada el 1881 i s'hi van trobar dos cossos a l'interior: un d'un nen, del qual es va fer un motlle de guix, i l'esquelet d'una dona. Es conserven restes de decoracions a les parets de nombroses habitacions de la casa, gairebé totes caracteritzades per un sòcol negre amb dibuixos de plantes i plafons centrals de color groc. Les estatuetes de marbre que s'hi van trobar es conserven al Museu Arqueològic de Nàpols.                         |      |
| 40   | -      | Botiga                          | - |      |

## Insula 6
| Pos. | Imatge | Nom                            | Descripció | Ref. |
| ---- | ------ | ------------------------------ | ---------- | ---- |
| 1    |        | Casa sense nom                 | -          |      |
| 2    |        | Hort                           | -          |      |
| 3    |        | Casa sense nom                 | -          |      |
| 4    |        | Casa sense nom                 | -          |      |
| 5    | -      | Casa sense nom                 | -          |      |
| 6    | -      | Hort                           | -          |      |
| 7    | -      | Casa sense nom                 | -          |      |
| 8    | -      | Botiga                         | -          |      |
| 9    | -      | Entrada secundària (VIII.6.1.) | -          |      |
| 10   | -      | Entrada secundària (VIII.6.1.) | -          |      |
| 11   | -      | Entrada secundària (VIII.6.1.) | -          |      |

## Insula 7
| Pos. | Imatge | Nom                             | Descripció | Ref. |
| ---- | ------ | ------------------------------- | --- | ---- |
| 1    | -      | Hospici i estable               | - |      |
| 2    | -      | Accés a la planta superior      | - |      |
| 3    | -      | Botiga                          | - |      |
| 4    | -      | Botiga                          | - |      |
| 5    | -      | Botiga                          | - |      |
| 6    | -      | Casa sense nom                  | - |      |
| 7    | -      | Accés a la planta superior      | - |      |
| 8    | -      | Botiga de M. Sur Garasè         | - |      |
| 9    | -      | Accés a la planta superior      | - |      |
| 10   | -      | Botiga                          | - |      |
| 11   | -      | Botiga                          | - |      |
| 12   | -      | Casa amb botiga                 | - |      |
| 13   | -      | Botiga                          | - |      |
| 14   | -      | Botiga                          | - |      |
| 15   | -      | Botiga                          | - |      |
| 16   |        | Quadripòrtic dels Teatres       | Inicialment es va utilitzar com a foyer dels teatres propers, però després del terratrèmol del 62 va ser reestructurat i es va transformar en caserna per a gladiadors. Es caracteritza per un gran pati amb una columnata en tres dels costats. En el moment de l'excavació s'hi van trobar frescos mitològics i una rica matrona adornada amb joies.                                                                                                |      |
| 17   | -      | Teatre Petit                    | També anomenat Odèon, era un petit teatre que va arribar a acollir fins a tres-centes persones, on es recitaven poemes i s'hi celebraven espectacles musicals. |      |
| 18   | -      | Entrada secundària (VIII.7.17.) | - |      |
| 19   | -      | Entrada secundària (VIII.7.17.) | - |      |
| 20   |        | Teatre Gran                     | Construït en època samnita, va patir nombroses renovacions al llarg dels anys. Tenia una capacitat de fins a cinc mil espectadors. S'hi representaven comèdies i atel·lanes, així com espectacles protagonitzats per mims i pantomims. |      |
| 21   | -      | Entrada secundària (VIII.7.20.) | - |      |
| 22   | -      | Dipòsit                         | - |      |
| 23   | -      | Botiga                          | - |      |
| 24   | -      | Casa de l'Escultor              | Va ser excavada el 1773, el 1796 i el 1867. Té una arquitectura força complexa, ja que es divideix en dues seccions cada una en un pis diferent; la part inferior és on hi ha l'atri i es va utilitzar com a taller d'artesania, mentre que la part superior es dedicava a la vida diària, amb els dormitoris, el triclini i el jardí. S'hi van trobar diversos frescos, entre els quals un fragment del peristil que representa escenes del riu Nil. |      |
| 25   |        | Temple d'Asclepi                | - |      |
| 26   | -      | Casa sense nom                  | - |      |
| 27   |        | Entrada secundària (VIII.7.20.) | - |      |
| 28   |        | Temple d'Isis                   | En el moment de l'excavació era un dels edificis més ben conservats de la ciutat i s'hi van trobar nombrosos objectes i pintures, sobretot egípcies, conservades en gran part al Museu Arqueològic Nacional de Nàpols. |      |
| 29   |        | Palestra Samnita                | És de planta rectangular i està envoltada d'un peristil amb columnes d'ordre dòric. Acollia competicions gimnàstiques o reunions polítiques i militars. |      |
| 30   |        | Fòrum Triangular                | Va ser construït per ser utilitzat com a zona d'oci per als espectadors dels teatres propers, i també s'hi feien curses de cavalls. Estava envoltat completament per una columnata amb noranta-cinc columnes d'ordre jònic, tret del costat sud, que tenia una funció panoràmica sobre la vall del riu Sarno. |      |
| 31   |        | Temple Dòric                    | És un dels edificis amb més influències gregues de la ciutat. Construït cap al segle v, probablement va estar dedicat a Hèrcules o a Minerva. A l'interior s'hi van trobar una sèrie de figures de terracota i una mètopa que representa el mite d'Ixíon, entre Hefest i Atena. |      |
| 32   |        | Tolos                           | - |      |
| 33   | -      | Escola                          | - |      |
| 34   |        | Altar i tomba                   | - |      |